# Bill Moring
Bill Moring (* 1958 in Fort Wayne, Indiana) ist ein US-amerikanischer Jazz-Bassist und Musikpädagoge.
Bill Moring wuchs in Fort Wayne auf und besuchte für ein Jahr die Indiana State University; danach spielte er mit lokalen Bands im Raum Indianapolis und Cincinnati, u. a. mit Steve Allee, Claude Sifferlen und John Von Ohlen sowie gastierenden Künstlern wie Dizzy Gillespie und Slide Hampton. Nachdem er 1984 nach New York gezogen war, gehörte Moring den Orchestern von Mel Lewis und Woody Herman (1985) an. Mit einem Stipendium des National Endowment for the Arts studierte er bei Rufus Reid; 1987 ging er mit dem Count Basie Orchestra auf Tournee. Danach spielte er im Toshiko Akiyoshi/Lew Tabackin Orchestra, im Village Vanguard Orchestra und arbeitete ansonsten als freischaffender Bassist u. a. mit Junior Cook, Clark Terry, Frank Foster, Al Cohn, Mel Tormé, Roland Hanna, Joe Williams und Diane Schuur. Er wirkte außerdem an Aufnahmen von Steve Allee, Lionel Hampton, John Hart, Royce Campbell, Dave Stryker und Steve Slagle (Our Sound!, 1995) mit. Mit eigenen Formationen nahm er drei Alben auf.
Gegenwärtig arbeitet Moring als Musikpädagoge an der Montclair State University in Montclair (New Jersey); außerdem war er an der Rutgers University, der New School, der Jersey City State University tätig und hielt zahlreiche Workshops ab.

## Diskographische Hinweise
- Bill Moring (Astoria Records, 2005)
- Way Out East (Astoria Records, 2005)
- Spaces in Time (Owl Studios, 2008)